# Самодивско пръскало
Самодивско пръскало е водопад на десен приток на река Девинска, западно от град Девин, Западни Родопи.
Намира се в защитена местност Поречието на река Девинска. Представлява двоен воден пад с обща височина от около 70 метра. Първият пад е с височина от 25 m, а вторият – 45 m. Пълноводен е през пролетта и есента.
Водопадът се намира в местността Струилица. До него се достига чрез отклонение на екопътека в поречието на река Девинска.